# Ecker Bach (Fehnbach)
Der Ecker Bach und der Gschwendtner Bach bilden nach ihrem Zusammenfluss den Fehnbach, einen linken Zufluss zur Schlierach in Oberbayern.
Der Ecker Bach bildet sich wiederum aus dem Zusammenfluss von Kothalpenbach und Gereuthbächlein südlich des Wallenburger Kogel an den Nordhängen des Auer Berges. Der Bach macht einen Bogen um die Westseite des Wallenburger Kogel und fließt ab dort weiter nach Osten.